# Hagen Mueller-Stahl
Hagen Mueller-Stahl (* 21. September 1926 in Tilsit, Ostpreußen; † 4. Juli 2019 in Berlin) war ein deutscher Theaterregisseur, Filmregisseur und Schauspieler.

## Leben

### Herkunft und Familie
Mueller-Stahl ist eines von fünf Kindern des ostpreußischen Bankkaufmanns Alfred Mueller-Stahl und dessen Frau Editha, geborene Maaß. Sie war eine Deutschbaltin aus Estland, deren Familie 1918 von Petrograd aus nach Tilsit geflohen war, wo ihr Vater Eduard Maaß ab 1919 Pastor war. Ein Bruder war Armin Mueller-Stahl. Zwischen 1962 und 1981 war er mit Sieglinde Freiin von der Goltz (* 1940) verheiratet, die in zweiter Ehe 2002 Dieter Sturm ehelichte.

### Werdegang

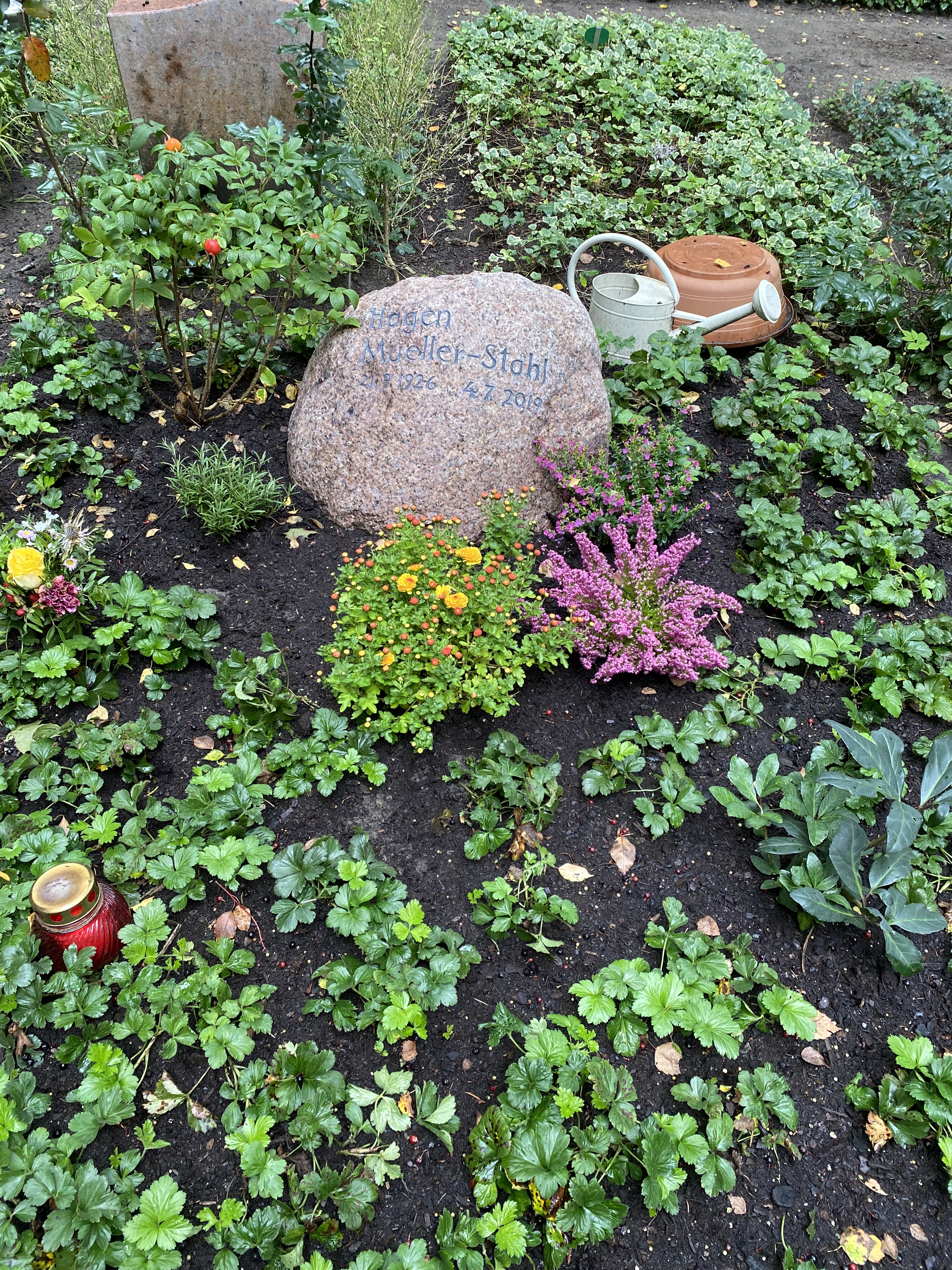
Grabstätte auf dem Friedhof Heerstraße

Mueller-Stahl studierte von 1947 bis 1952 Germanistik und Theaterwissenschaft an der Humboldt-Universität zu Berlin; zu seinen Kommilitonen gehörte u. a. Fritz J. Raddatz. 1952 wurde er Dramaturg am Theater am Schiffbauerdamm.
An der Volksbühne Berlin inszenierte er 1958 Die Feststellung von Helmut Baierl, 1959 die Uraufführung von Herbert Kellers Begegnung 57 und 1961 Engel/Stemmles Affaire Blum, O’Caseys Abschied vier Uhr früh sowie Max Frischs Biedermann und die Brandstifter.
Von 1962 bis 1970 war Mueller-Stahl Hausregisseur der Schaubühne am Halleschen Ufer. Hier inszenierte er unter anderem Arnold Weskers Tag für Tag und Nächstes Jahr in Jerusalem, Michel de Ghelderodes Die Ballade vom großen Makabren, Martin Sperrs Jagdszenen aus Niederbayern, Ödön von Horváths Kasimir und Karoline, Bertolt Brechts Mann ist Mann und Im Dickicht der Städte, Plautus’ Der Maulheld sowie Nikolai Erdmans Der Selbstmörder.
Von 1969 bis 1971 folgten am Toneelgroep Centrum Amsterdam 1968 Plautus’ Smoeeshaan und 1969 Brechts Im Dickicht der Städte. Von 1972 bis 1973 war Mueller-Stahl am Nationaltheater Mannheim tätig, 1972 inszenierte er im Bayerischen Staatsschauspiel Henrik Ibsens Ein Volksfeind. Von 1976 bis 1978 war er Schauspieldirektor am Staatstheater Kassel.
Von 1980 bis 1990 lehrte er als Dozent an der Schauspielabteilung der Universität der Künste Berlin. 1986 inszenierte er am Staatstheater Karlsruhe die Uraufführung von Horst Wolf Müllers Komarek und 1988 am Stadttheater Freiburg die Uraufführung von Elfriede Müllers Bergarbeiterinnen. Im Jahr 2000 übernahm er eine Rolle in Anne Mearas Nachspiel am Volkstheater München.
Seit den 1960er Jahren arbeitete Mueller-Stahl als Regisseur und besonders seit den 1990er Jahren als Schauspieler auch für Film- und Fernsehproduktionen. Er starb nach schwerer Krankheit am 4. Juli 2019 im Alter von 92 Jahren und wurde auf dem Friedhof Heerstraße beigesetzt. Die Grabstätte befindet sich in Abt. 19D–23/24.